# 又部
又部（ゆうぶ）は、漢字を部首により分類したグループの一つ。
康熙字典214部首では29番目に置かれる（2画の23番目）。

## 概要
「又」の字は手の形に象る。「右」の古字。偏旁では「手」と関わることを示す。「聿、尹」などの一部に使われている「ヨ」もルーツは同じである。
なお「又」は手を象る代表的な形であり、部首となっているもので言えば、「攴」「殳」は手に武器を持った形であり、「廾」は両手で捧げる形、「寸」は手首からの距離を表す。さらに「爪」は爪の先を下に向けた形である。
又部はこれを構成要素に持つ漢字を収める。
なお日本の新字体には「攴」を「又」に略した漢字がある。
書体によっては2画目に筆押さえが付く場合がある。これは普通はデザイン差とされるが、漢和辞典で筆押さえがあるものが旧字体であるとされていたり、大規模文字セットでは区別されている場合もある。
片仮名の「ヌ」は「又」に似ているが、「ヌ」は「又」を構成要素に持つ「奴」という漢字から造られたためである（ただし「奴」は女部に属する）。

## 部首の通称
- 日本：また
- 韓国：또우부（tto u bu、またの又部）
- 英米：Radical Again

## 部首字
又
- 中古音
  - 広韻 - 于救切、去声
  - 詩韻 - 宥韻、去声
  - 三十六字母 - 喩母三等
- 現代音
  - 普通話 - ピンイン：yòu 注音：ㄧㄡˋ ウェード式：yu4
  - 広東語 - Jyutping:jau6 イェール式:yau6
- 日本語 - 音：ユウ（イウ）（漢音）・ウ（呉音） 訓：また
- 朝鮮語 - 音：우(u) 訓：또（tto、また）

甲骨文
金文
大篆
小篆

## 例字
- 又・叉・反・友・受・叟
- 収・双・取・叔・叙・叛・叡・叢